# Lijst van rijksmonumenten in Krimpen aan de Lek
De plaats Krimpen aan de Lek telt 11 inschrijvingen in het rijksmonumentenregister. Hieronder een overzicht.
| Object                                                                     | Oorspronkelijke functie?  | Bouwjaar  | Architect      | Locatie         | Coördinaten?                  | Nr.?   | Afbeelding                                                                 |
| -------------------------------------------------------------------------- | ------------------------- | --------- | -------------- | --------------- | ----------------------------- | ------ | -------------------------------------------------------------------------- |
| Grafkelder in Neoclassicistische stijl                                     | Begraafplaats en -onderdl | 1902      |                | Molenweg        | 51° 53' 50" NB, 4° 36' 56" OL | 512460 | Grafkelder in Neoclassicistische stijl                                     |
| Grafkelder in Neoclassicistische stijl                                     | Begraafplaats en -onderdl | 1892      |                | Molenweg        | 51° 53' 50" NB, 4° 36' 56" OL | 512461 | Grafkelder in Neoclassicistische stijl                                     |
| Grafkelder in Neoclassicistische stijl                                     | Begraafplaats en -onderdl | 1890-1900 |                | Molenweg        | 51° 53' 50" NB, 4° 36' 56" OL | 512462 | Grafkelder in Neoclassicistische stijl                                     |
| Grafkelder in Neoclassicistische stijl                                     | Begraafplaats en -onderdl | 1903      |                | Molenweg        | 51° 53' 50" NB, 4° 36' 56" OL | 512463 | Grafkelder in Neoclassicistische stijl                                     |
| Grafkelder in Neoclassicistische stijl                                     | Begraafplaats en -onderdl | 1890-1900 |                | Molenweg        | 51° 53' 50" NB, 4° 36' 56" OL | 512464 | Grafkelder in Neoclassicistische stijl                                     |
| Toegangshek op de Algemene begraafplaats Krimpen aan de Lek met hekpijlers | Erfscheiding              | 1890-1900 |                | Molenweg        | 51° 53' 50" NB, 4° 36' 56" OL | 512465 | Toegangshek op de Algemene begraafplaats Krimpen aan de Lek met hekpijlers |
| Watertoren                                                                 | Nutsbedrijf               | 1909      | Visser en Smit | Schuwacht 5     | 51° 53' 44" NB, 4° 38' 27" OL | 512470 | Meer afbeeldingen                                                          |
| Pompgebouw                                                                 | Industrie                 | 1910      |                | Schuwacht bij 5 | 51° 53' 43" NB, 4° 38' 27" OL | 512471 | Pompgebouw                                                                 |
| Filtergebouw                                                               | Nutsbedrijf               | 1910      |                | Schuwacht bij 5 | 51° 53' 44" NB, 4° 38' 28" OL | 512472 | Filtergebouw                                                               |
| Dienstwoning bij watertoren                                                | Dienstwoning              | 1910      |                | Schuwacht bij 5 | 51° 53' 44" NB, 4° 38' 28" OL | 512473 | Dienstwoning bij watertoren                                                |
| Hek waterleidingterrein                                                    | Erfscheiding              | 1910      |                | Schuwacht bij 5 | 51° 53' 44" NB, 4° 38' 28" OL | 512474 | Hek waterleidingterrein                                                    |